# Honvéd Színház
A Honvéd Színház 1950-ben jött létre a bányavidékek színházi igényeit kielégítő Bányász Színházból, amelyet 1949-ben, az államosításkor alapítottak. Szerepkörét és feladatát kibővítve már nemcsak a bányavidékek nézői számára, hanem a vidéki honvédalakulatok és a nagyipari üzemek, gyárak dolgozóinak is készítette előadásait. Két utazó társulattal másfél évig működött. Állandó játszóhellyel nem rendelkezett. A fővárosban is üzemi kultúrotthonokban, illetve a Honvédség Házában és az egykori Kamara Moziban, (a Dohány utca 42. sz. alatt) tartották az előadásokat. Jogutódja a Magyar Néphadsereg Színháza lett 1951-ben.   

## Története
1950 őszétől a Bányász Színház nevet változtatott, és így alakult meg a Honvéd Színház. Két vándortársulata az országot járva honvédségi alakulatoknál és gyárak, üzemek, kultúrotthonaiban tartotta előadásait. A kibővült színház igazgatója maradt Horváth Ferenc, aki korábban a Bányász Színházat is vezette. A Honvéd Színház budapesti előadásait a Honvédség Házában és az egykori Kamara Mozgó színháztermében (a későbbi Fővárosi Nagy Varieté, Fővárosi Víg Színház, Blaha Lujza Színház, illetve Tarka Színpad helyén), a Dohány u. 42. sz. alatt és üzemi kultúrotthonokban tartotta. Repertoárján kortárs magyar és szovjet drámák, illetve magyar klasszikus művek szerepeltek. 1951. december 21-étől A Magyar Néphadsereg Színháza néven a Vígszínház felújított épületébe költözött, s a két társulat mellé egy harmadikat is kapott. A Szent István körúti épületben gyakorlatilag mint a Vígszínház hagyományainak és értékeinek jogutódja, örököse működött.

## Előadásai, bemutatói
- Borisz Lavrenyov: Akik a tengert járják (1950. szeptember)
- Irina Irosnyikova: Nálunk Szibériában (1950. szeptember)
- Csokonai Vitéz Mihály: Kultura (1950. december)
- Kisfaludy Károly: A hűség próbája (1950. december)
- Vagyim Szobko: A második front mögött (1951. április)
- Major Ottó: Határszélen (1951. május)
- Lazán Strelkov: Felderítés (1951. június)

## Művészei, társulati tagok
- Ács Rózsi
- Bagó László
- Bakos Gyula
- Bakos Magda
- Barlay Vali
- Báró Anna
- Békés Itala
- Deák Lőrinc
- Deák Sándor
- Ferencz László
- Földes Gábor
- Garami Jolán
- Gáti György
- Gáti Pál
- Gera Zoltán
- Gyurkovics Zsuzsa
- Havadi Nagy Ilona
- Hegedűs Ágnes
- Horváth Ferenc
- Keméndy József
- Keres Emil
- Kéri Edit
- Késmárky Kálmán
- Kohut Magda
- Koltay Gyula
- Köves Ernő
- Kővári Erzsébet
- Krisztián Ferenc
- Lendvay Gyula
- Lengyel János
- Lénárd Judit
- Mezey Lajos
- Olsavszky Éva
- Örkényi Éva
- Perédy László
- Rajna Mária
- Sorr Jenő
- Sugár Mihály
- Szabados Lehel
- Szirtes Ádám
- K. Tóth Imre
- Tamás Benő
- Tarnai József
- Tándor Lajos
- Viola Mihály
- Vígh Imre
- Zsámbéki Erika
- Zsolnay Judit